# Gmina Policzna
Die Gmina Policzna ist eine Landgemeinde im Powiat Zwoleński der Woiwodschaft Masowien, Polen. Ihr Sitz ist das gleichnamige Dorf.

## Gliederung
Zur Landgemeinde Policzna gehören folgende Ortschaften:
Aleksandrówka
Andrzejówka
Annów
Antoniówka
Biały Ług
Bierdzież
Chechły
Czarnolas
Czarnolas-Kolonia
Dąbrowa-Las
Florianów
Franków
Gródek
Helenów
Jabłonów
Jadwinów
Kolonia Chechelska
Kuszlów
Łuczynów
Ługowa Wola
Patków
Piątków
Policzna
Stanisławów
Świetlikowa Wola
Teodorów
Wilczowola
Władysławów
Wojciechówka
Wólka Policka
Wygoda
Zawada Nowa
Zawada Stara